# Paolo Nicolai
Paolo Nicolai (Ortona, 6 augustus 1988) is een Italiaans beachvolleyballer. 
In 2007 en 2008 was hij samen met Francesco Giontella succesvol in de Italiaanse competitie. In 2009 stopte Nicolai als partner van Giontella en begon hij aan het kwalificatietoernooi voor de Olympische Spelen met Matteo Vanier. Bij de Rome Grand Slam in 2009 eindigden ze op een vijfde plaats en bij de wereldkampioenschappen in Stavanger werden ze uitgeschakeld in de zestiende finale. Ook werden ze in dat jaar Italiaans kampioen. Door een schouderblessure bij Vanier moest Nicolai in 2010 met verschillende partners spelen. Matteo Martino, voornamelijk een indoor-volleyballer, speelde enkele wedstrijden met hem in aanloop naar de Spelen. Het succes was niet van lange duur dus besloot de nieuwe Italiaanse bondscoach, Michael Dodd, Daniele Lupo in plaats van Martino te laten spelen. Het nieuwe duo piekte bij de FIVB World Tour in Den Haag door de vijfde plaats te bereiken. Bij de Silesia Open, een Poolse competitie, werd de derde plaats veroverd, evenals bij de Gstaad Grand Slam. Nicolai en Lupo verloren de finale van de Beijing Grand Slam.
In 2012 deed hij mee aan het beachvolleybaltoernooi op de Olympische Zomerspelen in Londen, samen met Daniele Lupo. In de kwartfinale werd het duo uitgeschakeld door de Nederlanders Reinder Nummerdor en Richard Schuil. 